# Acueducto de Tamagawa
El Acueducto de Tamagawa (en japonés: 玉川上水) es un acueducto japonés de 43 km de largo que fue construido por el shogunato Tokugawa para suministrar agua potable y para la extinción de incendios desde el río Tama a Edo, y para el suministro de agua de riego alrededor de las aldeas agrícolas. Antes de la construcción del acueducto, que comenzó en 1653, la ciudad fue servida por el único e insuficiente, Acueducto Kanda. Los habitantes de Kojimachi y Shibaguchi pidieron permiso para construir otro acueducto, trayendo las aguas del río Tama. El gobierno proporcionó 7.500 ryo para la construcción, 3000 ryo se recogieron por suscripción pública. Todo el acueducto fue construido en 18 meses. Los dos "ingenieros" a cargo de la construcción fueron "meros campesinos". Después de su culminación fueron recompensados con el apellido Tamagawa y el nombramiento como administradores del acueducto. 